# Aratos von Sikyon

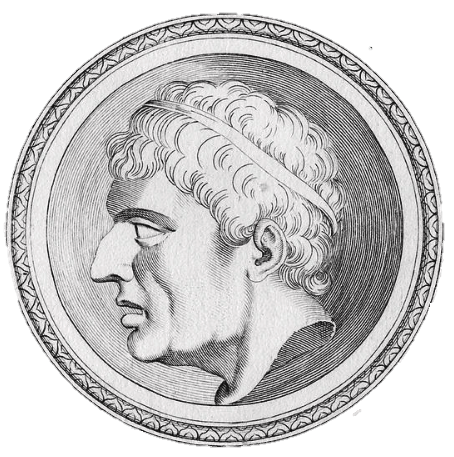
Aratos im Promptuarium Iconum Insigniorum (1553)

Aratos von Sikyon (altgriechisch Ἄρατος Áratos; * 271 v. Chr. in Sikyon; † 213 v. Chr. in Aigion) war ein führender Staatsmann im hellenistischen Griechenland. Bekannt wurde er als Stratege des Achaiischen Bundes.

## Leben
Aratos war ein Sohn des Politikers Kleinias, eines Gegners des sikyonischen Tyrannen Abantidas, der Kleinias 264 v. Chr. töten ließ. Der junge Aratos ging daraufhin ins Exil, kehrte aber im Jahre 251 v. Chr. zurück und stürzte Nikokles, der mittlerweile dort Tyrann geworden war. Aratos gelang es, die Stasis, die Sikyon bis zu diesem Zeitpunkt seit 50 Jahren geplagt hatte, zu beenden, indem er alle Verbannten zurückrief, ohne neue Exilierungen durchzuführen. Dies war nur möglich, weil König Ptolemaios II. das nötige Geld zur Verfügung stellte. In der Folge trat Aratos für die Einigung der Griechen, insbesondere gegen Makedonien, ein und betrieb die Expansion des Achaiischen Bundes, dem Sikyon unter seiner Führung beigetreten war. Im Bund erhielt Aratos im Jahre 245 v. Chr. erstmals durch Wahl das auf jeweils ein Jahr befristete Amt des Strategen, das er bis 213 v. Chr. insgesamt sechzehn Mal bekleidete.
243 v. Chr. überfiel er Akrokorinth, die Festung der Stadt Korinth, wo die Makedonen eine starke Garnison stationiert hatten. Korinth schloss sich daraufhin dem Achaiischen Bund an. Danach besiegte Aratos den Aitolischen Bund bei Pellene. Um 238 v. Chr. gewann er den ehemaligen Gegner für eine gemeinsame Politik gegen Demetrios II. von Makedonien. Zwar gelang Aratos so die Vereinigung der meisten Hellenen gegen Makedonien, doch unterlag sein Heer 233 v. Chr. in der Schlacht von Phylakia (vermutlich bei Tegea) der makedonischen Armee. Als daraufhin auch die Aitolier von der Koalition abfielen, bemühte sich Aratos, die Lage auf diplomatischem Weg zu stabilisieren; so gelang es ihm 229 v. Chr., Hermione, Phleius und Argos für den Achaiischen Bund zu gewinnen.
232 v. Chr. wurde er Olympiasieger im Wagenrennen. (Das heißt, das von ihm bezahlte Gespann gewann.)
Eine neue Bedrohung für den Bund entstand durch die spartanische Expansionspolitik unter König Kleomenes III. Gegen diesen verbündete sich Aratos mit dem alten Erzfeind Makedonien unter Antigonos III. Doson, mit dessen Hilfe 222 v. Chr. in der Schlacht bei Sellasia der entscheidende Sieg über Sparta gelang. Während dadurch Makedonien im Süden Griechenlands wieder Fuß fassen konnte, ging die Bedeutung des Achaiischen Bundes zurück, zumal dieser von den Aitoliern 220 v. Chr. bei Kaphies geschlagen wurde. Aratos ging daraufhin an den Hof König Philipps V. von Makedonien, der Aratos im Jahr 213 v. Chr. vergiften ließ.